# Clear Lake (Indiana)
Clear Lake és una població dels Estats Units a l'estat d'Indiana. Segons el cens del 2000 tenia 244 habitants.

## Demografia
Segons el cens del 2000, Clear Lake tenia 244 habitants, 113 habitatges, i 87 famílies. La densitat de població era de 89,7 habitants per km².
Dels 113 habitatges en un 23,9% hi vivien nens de menys de 18 anys, en un 67,3% hi vivien parelles casades, en un 8% dones solteres, i en un 23% no eren unitats familiars. En el 22,1% dels habitatges hi vivien persones soles l'11,5% de les quals corresponia a persones de 65 anys o més que vivien soles. El nombre mitjà de persones vivint en cada habitatge era de 2,16 i el nombre mitjà de persones que vivien en cada família era de 2,47.
Per edats la població es repartia de la següent manera: un 17,2% tenia menys de 18 anys, un 3,3% entre 18 i 24, un 19,3% entre 25 i 44, un 37,7% de 45 a 60 i un 22,5% 65 anys o més.
L'edat mediana era de 50 anys. Per cada 100 dones de 18 o més anys hi havia 98 homes.
La renda mediana per habitatge era de 49.250 $ i la renda mediana per família de 50.096 $. Els homes tenien una renda mediana de 30.417 $ mentre que les dones 27.125 $. La renda per capita de la població era de 23.092 $. Entorn del 4,2% de les famílies i el 4,4% de la població estaven per davall del llindar de pobresa.

## Poblacions més properes
El següent diagrama mostra les poblacions més properes.